# 日本福音書房
ＪＧＷ日本福音書房（にほんふくいんしょぼう）はキリスト教の出版社。1995年回復訳新約聖書を出版した。

## 歴史
- 1925年上海でウォッチマン・ニーが上海福音書房を設立した。
- 上海福音書房が閉鎖された後、台北市で台湾福音書房が創立される。
- 1976年日本福音書房が台湾福音書房の許可の下に設立された。
- 1995年回復訳聖書が出版される。

## 活動内容
- ウォッチマン・ニーとウィットネス・リーの書籍を英語または中国語から翻訳して500種以上出版している。